# Ypsilopus longifolius
Ypsilopus longifolius är en orkidéart som först beskrevs av Friedrich Fritz Wilhelm Ludwig Kraenzlin, och fick sitt nu gällande namn av Victor Samuel Summerhayes. Ypsilopus longifolius ingår i släktet Ypsilopus och familjen orkidéer. Inga underarter finns listade i Catalogue of Life.